# Villa Savoye
La Villa Savoye (en francés: Villa Savoye, del apellido de su primer propietario) es un edificio situado en Poissy, a las afueras de París, que fue construido en 1929 y proyectado por Le Corbusier, uno de los arquitectos más influyentes del siglo XX. La Villa Savoye es considerada como el paradigma de la Arquitectura Internacional y de la nueva manera de construir edificios de viviendas del siglo XX (junto con la Casa Farnsworth de Ludwig Mies van der Rohe, la Casa de la Cascada de Frank Lloyd Wright, Casa Sobre el Arroyo de Amancio Willams y Delfina Gálvez y la Villa Mairea de Alvar Aalto y Aino Marsio), así como de los Cinco Puntos para una nueva Arquitectura desarrollados por el propio Le Corbusier, que consisten en:
- Edificio que descansa sobre pilotes (columnas) en la planta baja, dejando la superficie en su mayoría libre para permitir que el paisaje quede autónomo del edificio.
- Cubierta en terraza, sobre la que se sitúa un jardín.
- Espacio interior libre, debido a la estructura basada en pilares y a que no hay muros de carga, solo tabiques.
- Fachada libre de elementos estructurales, de forma que se pueden multiplicar las aperturas acristaladas y diseñarse sin condicionamientos ni impedimentos.
- Ventanas corridas en las fachadas para conseguir una profusa iluminación natural en el interior (fenêtre en longeur).

La Villa Saboya se encuentra hoy restaurada como casa-museo, y está protegida como monumento nacional francés. Se encuentra situada en el n.º 82 de rue de Villiers 78300, en Poissy.

## Historia
La Villa Savoye fue proyectada por Le Corbusier y Pierre Jeanneret como paradigma de la vivienda como machine à habiter (máquina de habitar), de forma que las funciones de la vida diaria en ella se vuelven fundamentales para su diseño. El movimiento de los coches para entrar al interior de la vivienda (un motivo que apasionaba a Le Corbusier desde hacía años) es el detonante para la concepción del edificio. También en este término se engloba el hecho de que la vivienda se conciba pretendidamente como objeto que se posa sobre el paisaje, siendo totalmente autónoma del mismo y pudiendo ser colocada en cualquier lugar del globo. La arquitectura sigue de este modo a aeroplanos, automóviles y paquebotes, y con el objetivo final declarado de lograr producir las viviendas en serie. La planta baja sobre pilotes también avanza en este sentido, ya que independiza la Villa de su jardín, y fue recogido como uno de los puntos fundamentales de la primera generación de la Arquitectura Internacional.
La vivienda fue habitada por sus dueños durante un corto espacio de tiempo. El edificio se terminó en 1929, pero tras la invasión alemana de Francia de 1940, fue abandonada y posteriormente bombardeada e incendiada durante la Segunda Guerra Mundial. En 1963 la Villa Savoye fue declarada patrimonio arquitectónico por parte del gobierno francés, y se procedió posteriormente a restaurarla, ya que se encontraba en un estado de ruina tras la dejadez y los ataques sufridos en la guerra.
Actualmente es una "casa-museo", dedicada a la vida y obra de Le Corbusier y mantenida por la sociedad pública Monuments de France, recibiendo miles de visitas al año, principalmente de arquitectos y estudiantes.

## Arquitectura
Poissy se encuentra a algo menos de una hora de viaje desde París, y es uno de los típicos suburbios de la capital francesa, con largas calles de casas unifamiliares con jardín. La Villa Savoye ocupa uno de estos solares, situándose más próxima a la naturaleza que a la calle y liberando un gran espacio verde a su alrededor (aunque la construcción de equipamientos para la ciudad tras la guerra mermó de forma importante el espacio privado de la vivienda). La parte principal de la vivienda (salón, comedor, cocina, dormitorios y baños) se encuentra ubicada en la primera planta, mientras que la planta baja está ocupada por el hall y dependencias para el servicio, y cuenta con un garaje capaz de contener tres automóviles de la época, algo que fue un hito para la historia de la arquitectura y un gran adelanto para su tiempo. La cubierta es plana y en ella se encuentra un pequeño jardín.
La planta baja está determinada en gran medida por el movimiento de un automóvil que entre al edificio. Este movimiento también determina la estructura, basada en una malla ortogonal de pilares de hormigón distantes entre sí 4,75 metros unos de otros. 

### Distribución
La planta baja tiene una forma curva que subraya el movimiento y la influencia de los automóviles en la misma. En un costado, ocupando aproximadamente la cuarta parte de la planta, se encuentra el garaje, con capacidad para tres automóviles de 1930 (considerablemente más grandes que los actuales), y sustituyendo el espacio que antiguamente ocupaban las cuadras y caballos.
En la parte frontal y próxima a la entrada rodada se encuentra la entrada de a pie, frente a la cual se abre un hall que cuenta con dos elementos principales: una rampa que recorre de abajo arriba todo el edificio y que constituye su espina dorsal, prolongando este movimiento desde fuera hacia dentro, y una escalera de caracol. Todo el interior del hall se encuentra pintado de blanco, lo que representa el interés de Le Corbusier por la arquitectura sanitaria y la higiene en una época en el que las ciudades sufrían las consecuencias de la sobrepoblación en forma de epidemias, y plasmando el importante descubrimiento de la vida microbiana en todas partes, incluyendo el interior de las viviendas. Este punto también se ve plasmado en la profusión de aseos y retretes en el interior de la Villa, aparentemente muy superior a las necesidades y aprovechando el agua corriente con la que se contaba.
Más alejadas de la entrada aparecen tres habitaciones para invitados y el servicio doméstico.